# Sanktuarium Matki Bożej Słowa w Kibeho
Sanktuarium Matki Bożej Słowa w Kibeho – największe sanktuarium maryjne w Rwandzie, znajduje się w południowej części kraju w diecezji Gikongoro. Jest to ważny katolicki ośrodek religijny. Budowlę sanktuarium wzniesiono dla upamiętnienia objawień z lat 1981–1983, w których uczestniczyły 3 uczennice szkoły średniej w Kibeho: Alphonsine Mumureke, Nathalie Mukamazimpaka i Marie Claire Mukangango.

## Historia
W Kibeho od 1934 istniała rzymskokatolicka parafia pw. Maryi Matki Bożej. Prowadziła ona m.in. szkołę, do której uczęszczały uczestniczki objawień. Obecnie parafię prowadzi duchowieństwo diecezjalne.
20 listopada 1993, tj. rok po wmurowaniu kamienia węgielnego pod sanktuarium, biskup poświęcił i inaugurował tymczasową kaplicę urządzoną przez diecezję Gikongoro w jednej z byłych sypialnych sal szkolnych, nazywanej „sypialnią objawień”. W 2007 miejsce to przekształcono i erygowano jako „Kaplicę Objawień”.
Do 2003 sanktuarium prowadzone było przez księży diecezjalnych. Następnie opiekę nad nim przekazano pallotynom.

## Wspólnota pallotyńska[3]
Obecnie pielgrzymami zajmuje się czterech księży oraz siostry zakonne.
Sanktuarium zarządza rektor mianowany i odwoływany przez biskupa Gikongoro w porozumieniu rektorem regionalnym pallotynów. Obecne władze sanktuarium:
- rektor wspólnoty i sanktuarium: o. Zbigniew Pawłowski SAC[6]
- wicerektor wspólnoty i sanktuarium: o. Marc Nzeyimana SAC